# 대구역
대구역(Daegu station, 大邱驛)은 대구광역시 북구 칠성동2가에 있는 경부선의 철도역이자 대구 도시철도 1호선의 역이다. ITX-새마을, ITX-마음, 무궁화호, 대경선 광역전철, 대구1호선이 필수정차한 역이다. 롯데백화점 대구점이 지하에 구내 통로로 연결돼 있다. 따라서 지하철을 이용해 경부선 대구역으로 바로 접근이 가능하다. 달성네거리 방향 건너편 및 경부선 선로 뒤에 대구콘서트하우스가 있다. 승차안내방송은 동대구역 대비 시간말이 다르게 생겼다.

## 개요
남쪽의 중앙대로는 대구 구 도심의 중심부이며, 현재의 역사는 2003년 1월 17일 롯데백화점 대구점과 함께 완공된 민자역사다. 대구역 대합실에서는 롯데백화점 대구점 3층과 연결돼 있다.
동대구역보다 규모가 약간 작지만 대구광역시의 중추적인 철도역 중 하나고, 1969년에 영업을 시작한 동대구역보다 역사가 깊다. 특히 대구역은 시내와 아주 가까운 곳에 있기 때문에 이 역에서 내리면 대구 시내인 동성로 일대와 곧바로 접할 수 있는 편리함이 있으나, 반대로 말하자면 이러한 특성 때문에 역을 확장할 수 없다는 단점도 있다.
경부선을 포함한 이 역을 지난 운행 계통(경북선 등)의 모든 ITX-새마을, ITX-마음, 무궁화호는 대구역에 정차한다. KTX와 SRT는 이 역을 무정차하여 동대구역으로 간다. KTX와 SRT가 정차하지 않는 이유는 대구역을 고속철도가 정차시킨 역으로 만들려면 역사를 확장해야 하는데, 대구역 주변이 벌써 많은 개발이 돼서 역사를 확장할 수가 없어 고속철도가 무정차 통과하고, 대신 동대구역에 정차한 것이다. 서울 방향의 경우 1번 승강장과 3·4번 승강장(현재는 경부고속선 통과선로로 사용해 승강장을 폐쇄)이 있는 선로 사이의 중간 선로를 통해 무정차 통과하며, 이 선로엔 2013년 8월 31일 대구역 열차 추돌 사고 이후 2번 신호등이 이설됐다. 새마을호의 경우 KTX 개통 이전은 심야 시간대에 운행한 새마을호를 제외한 나머지 전부가 무정차 통과했었다.

## 역사

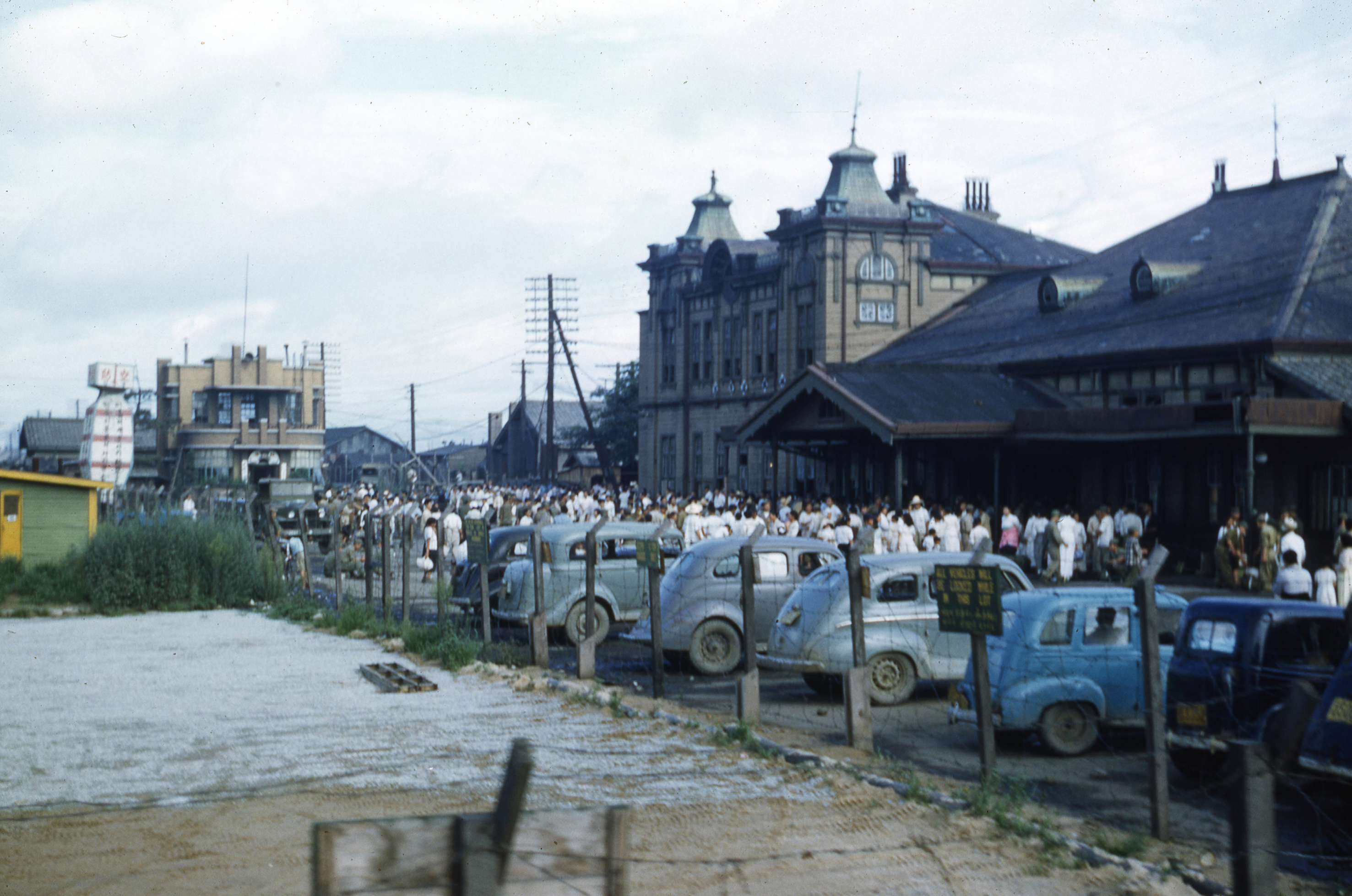
1951년 대구역 주변 전경

- 1905년 1월 1일: 보통역으로 영업 개시
- 1913년 12월 1일: 목조 2층 르네상스 양식으로 역사 신축 준공
- 1978년 12월 15일: 역사 신축 준공
- 1998년 5월 2일 : 대구 도시철도 1호선 개통
- 2000년 2월 1일: 민자역사 신축 착공으로 대구시민회관 뒤편 임시역사에서 영업
- 2003년 1월 17일: 롯데백화점 민자역사 신축 준공
- 2003년 2월 18일 : 대구 지하철 화재 참사의 여파로 8개월 동안 영업 중단
- 2003년 10월 21일 : 중앙로역 무정차 통과 방식으로 참사 8개월 만에 영업 재개
- 2003년 12월 31일 : 1호선 전 구간 영업 재개
- 2004년 4월 1일: 경부고속철도 개통으로 모든 새마을호 열차 정차 개시
- 2004년 7월 15일: 일부 새마을호 열차가 다시 무정차 통과로 조정됨, 이 때 부산행과 해운대행을 제외한 동해남부선, 경전선 경유 새마을호 여객열차들(포항, 울산, 마산, 진주행이 해당된다)은 무정차 통과
- 2007년 6월 1일: 다시 모든 새마을호 열차 정차 개시
- 2013년 9월 1일: 대구역 열차 추돌 사고로 임시로 모든 여객열차가 무정차 통과
- 2013년 9월 2일: 대구역 열차 추돌 사고 복구가 완료되어 여객 열차 정차 재개
- 2013년 10월 1일: 경부고속선 대구 도심구간 공사로 인한 선로 조정에 따라 대구발 마산·진주행 무궁화호 열차가 동대구역으로 단축 및 5번 승강장과 선로 철거
- 2014년 5월 1일: 충북종단열차 운행 개시
- 2014년 5월 12일: ITX-새마을 운행 개시
- 2014년 6월 22일: 5~6번 승강장 및 전철화 공사 완료(기존 4번→5번, 기존 5번→6번으로 승강장 번호 조정) 기존 4번 승강장 결번 및 부산방면 영업 개시, 2~3번 승강장은 폐쇄
- 2014년 12월 1일: 2~3번 승강장 공사 완료, 1번 승강장 폐쇄, 서울방향 승강장을 1번에서 기존 부산방향이 쓰던 2·3번 승강장으로 이설되고, 부산방향 승강장은 6번 승강장으로 이설
- 2015년 8월 1일: 경부고속선 대구 도심구간 개통으로 서울방향 승강장을 1번으로 재조정. 타는 곳 번호 2번은 결번(이후 3, 4번 승강장은 KTX 통과 선로로 쓰여 평상시에는 폐쇄.)
- 2023년 9월 1일: ITX-마음 운행 개시
- 2024년 12월 14일 : 대경선 1단계 구미 ~ 경산 구간 개통과 함께 환승역이 됨

## 역 구조
승강장은 대구역 본 건물과 중앙대로(대구역 지하도)에 걸쳐 있다.
경부고속선 대구 도심 구간이 개통되기 전에는 3개의 승강장 중 대구역을 북쪽 정면(침산동 방향)으로 바라보았을 때 기준으로 가장 바깥쪽에 있는 4·5번 승강장은 대구발 마산 종착 경전선 무궁화호 전용 승강장이었고, 예전에는 진해역으로 가는 경전선 경유 진해선 열차 및 대구발 마산행 경전선 통근열차용 승강장이기도 했다. 이 승강장에는 가공전차선이 없었다. 저녁에만 1일 1회 출발했던 마산행 통근열차는 2006년을 마지막으로 대구역에서 볼 수 없게 되었다. 진해행 새마을호 열차는 대구역을 기점으로 밀양역과 창원역을 경유하여 진해역으로 운행했다. 그러나 2012년 7월 25일부터 경부고속선 대구 도심구간 공사에 따라 진해선 새마을호 열차의 기점역이 동대구역으로 단축되었고, 이후 진해선 시간표 개정으로 동대구 - 진해 새마을호의 운행도 중지되었다.
본래 3면 6선이지만 경부고속선 도심구간 공사로 2013년 10월 1일에는 마산행 열차가 동대구역으로 단축되어 5번 승강장은 철거되었고, 5번 승강장의 선로도 철거되어 3면 5선으로 운영하였다.
2014년 6월 22일 북쪽 승강장의 공사가 완료됐고, 가공전차선도 추가로 설치됐다. 상행은 기존 1번 승강장에서 계속 여객을 취급하나, 하행은 중앙에 있는 2번과 3번 승강장이 폐쇄됐다. 2번과 3번 홈에는 KTX용 통과선이 있기 때문에 승강장을 개방할 수 없다. 전철화된 후 기존 4번 승강장은 5번으로, 가공전차선이 가장 늦게 설치된 기존 5번 승강장은 6번으로 번호가 변경되었다. 또한 개편 후 6번 홈 옆의 5번 홈 역시 아예 사용하지 않는다. 이에 따라 실질적으로는 2면 2선으로 여객을 취급하고, 양 끝의 1번과 6번 홈만 이용한다. 대경선 하행은 5번과 6번에 스크린도어가 설치되어 있지만, 전동열차는 기존처럼 6번에만 정차한다.
대경선 광역전철 승강장은 서대구역처럼 서쪽 끄트머리에 설치됐으며, 나머지 공간을 일반열차가 이용한다. 그리고 대경선과 1호선은 1회권 양식이 서로 다른 데다가 직결 환승 통로가 없어서, 도시철도 부전역 - 동해선 부전역의 관계처럼 역사를 나간 후 교통카드로 환승해야 한다. 그나마 롯데백화점 대구점을 통해 지하 연결 통로가 있고, 도시철도 대구역에서 대구역 북편으로 나가는 중간에 엘리베이터가 설치되어 있어서 상대적으로 동대구역보다 환승 동선이 짧다. 대경선의 교통카드 충전기에서는 티머니와 레일플러스만 충전이 가능하며, 원패스는 한국철도공사 대구역 구내의 iM뱅크 ATM이나 도시철도역 및 역 주변 가판대 등지에서 충전해야 한다.

### 배선도
대구역의 배선도는 다음과 같다.

### 한국철도공사승강장
| ↑신동(경부선) / 서대구(대경선 광역전철) |
| \| ３４ \| ５６ \|                      |
| 동대구↓                                 |

| 번호 | 노선   | 열차                                        | 행선지                                |
| ---- | ------ | ------------------------------------------- | ------------------------------------- |
| 1    | 경부선 | 무궁화호 · ITX-새마을 · ITX-마음 · ● 대경선 | 서울 · 수원 · 천안 · 대전 · 구미 방면 |
| 3    | 경부선 | KTX · SRT                                   | 통과선                                |
| 4    | 경부선 | KTX · SRT                                   | 통과선                                |
| 5    | 경부선 | 사용하지 않음                               | 사용하지 않음                         |
| 6    | 경부선 | 무궁화호 · ITX-새마을 · ITX-마음 · ● 대경선 | 부산 · 진주 · 부전 · 경산 방면        |

### 대구교통공사승강장
| 중앙로 ↑   |
| \| 상      |
| ↓ 칠성시장 |

| 상행 | ● 대구 도시철도 1호선 | 반월당 · 중앙로 · 설화명곡 방면 |
| 하행 | ● 대구 도시철도 1호선 | 동대구역 · 반야월 · 하양 방면   |

## 역 주변 (한국철도공사)
| 나가는 곳 | 방면               |
| --------- | ------------------ |
| 1         | 동성로 중앙로 시청 |
| 2         | 칠성시장 도시철도  |

## 역 주변 (대구교통공사)
| 나가는 곳 | 방면 |
| --------- | --- |
| 1         | 칠성동행정복지센터 북부소방서 대한산업안전협회대구지부 광명맨션 경북맨션 경북도청방면 역전치안센터 새마을금고 칠성동북성지점 IM뱅크 통일로지점 |
| 2         | 시민회관 동아백화점 교동시장 경상감영공원 번개시장 대우빌딩 중앙로 방면 국민은행 동성로지점 제일은행 대구지점 농협 북성로지점 |
| 3         | 칠성시장 칠성꽃도매시장 대성시장 태평아파트 대구광역시청 동인청사 농협태평로공판장 |
| 4         | 칠성치안센터 칠성우체국 경명여자중학교 경명여자고등학교 한성병원 칠성동 행정복지센터 대구시민운동장 대구오페라 하우스 새마을금고 칠성2가2동지점 대구직업전문학교 삼성홈플러스 경북도청방면 북부소방서 역전치안센터 새마을금고 칠성동북성지점 대한산업안전협회대구지부 IM뱅크 통일로지점 경북맨션 광명맨션 |

## 사진

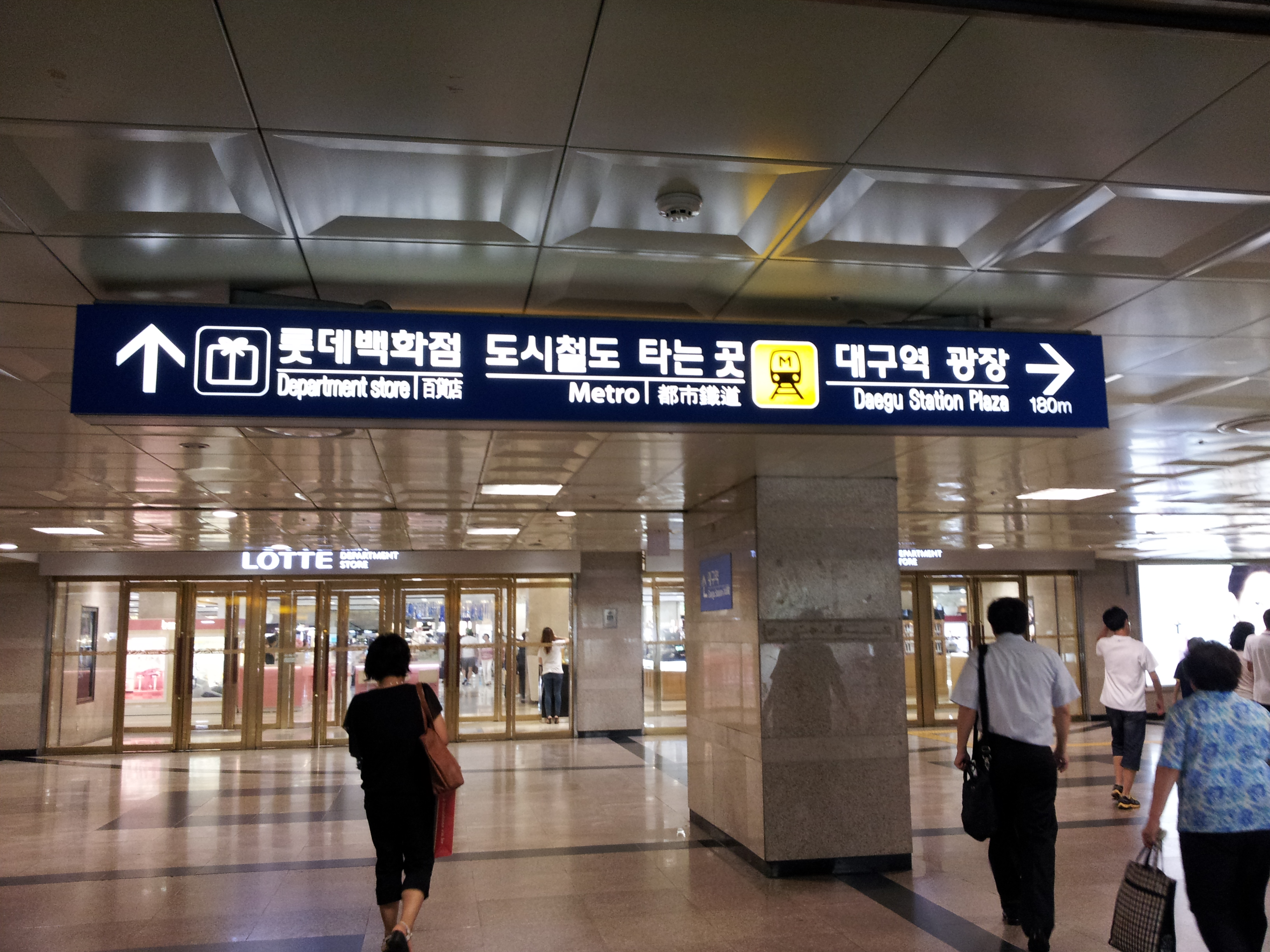
대구역 지하에 위치한 롯데백화점 대구점 출입구
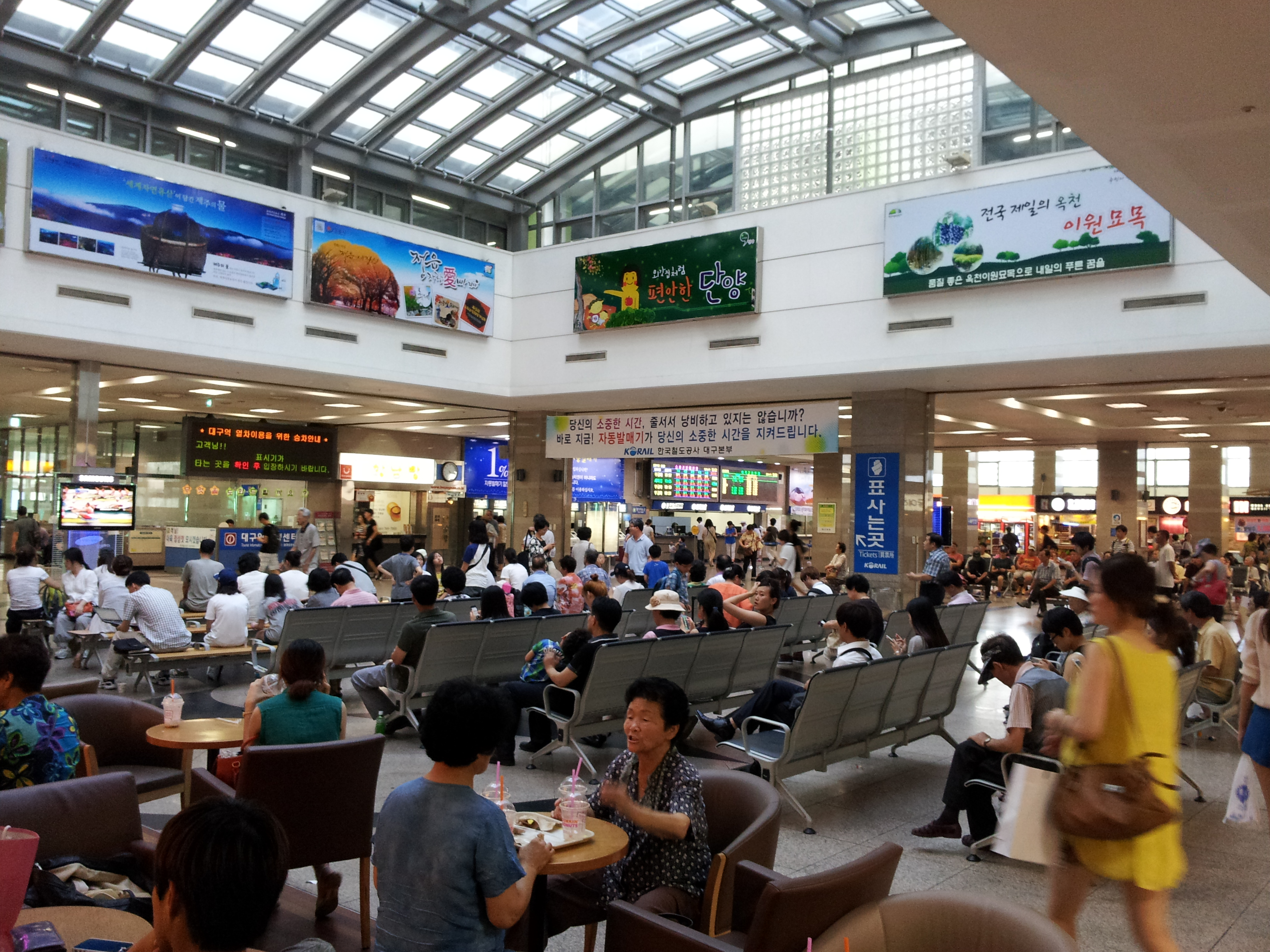
대구역 내부의 채광 광장
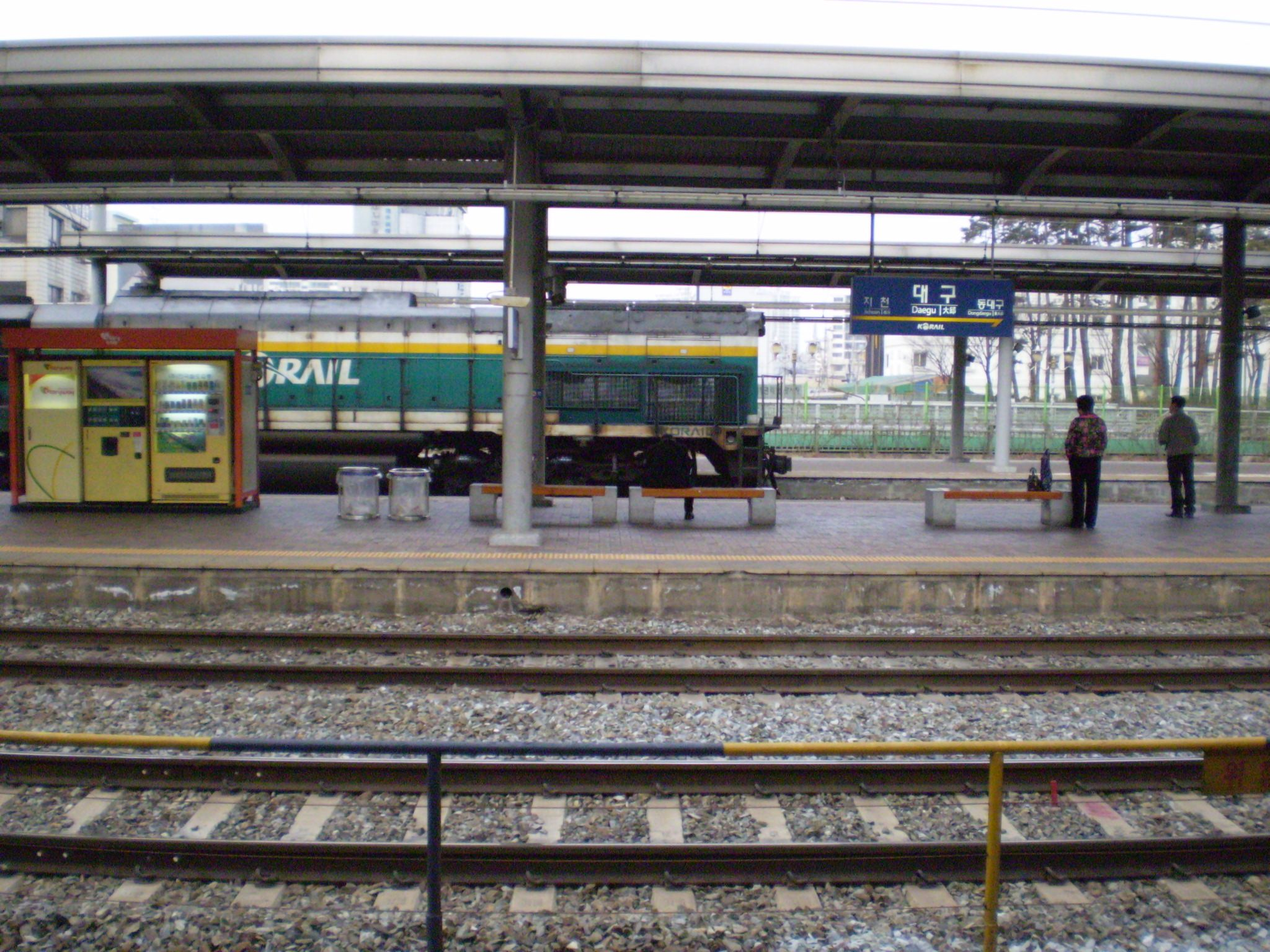
동대구역 방면 역명판
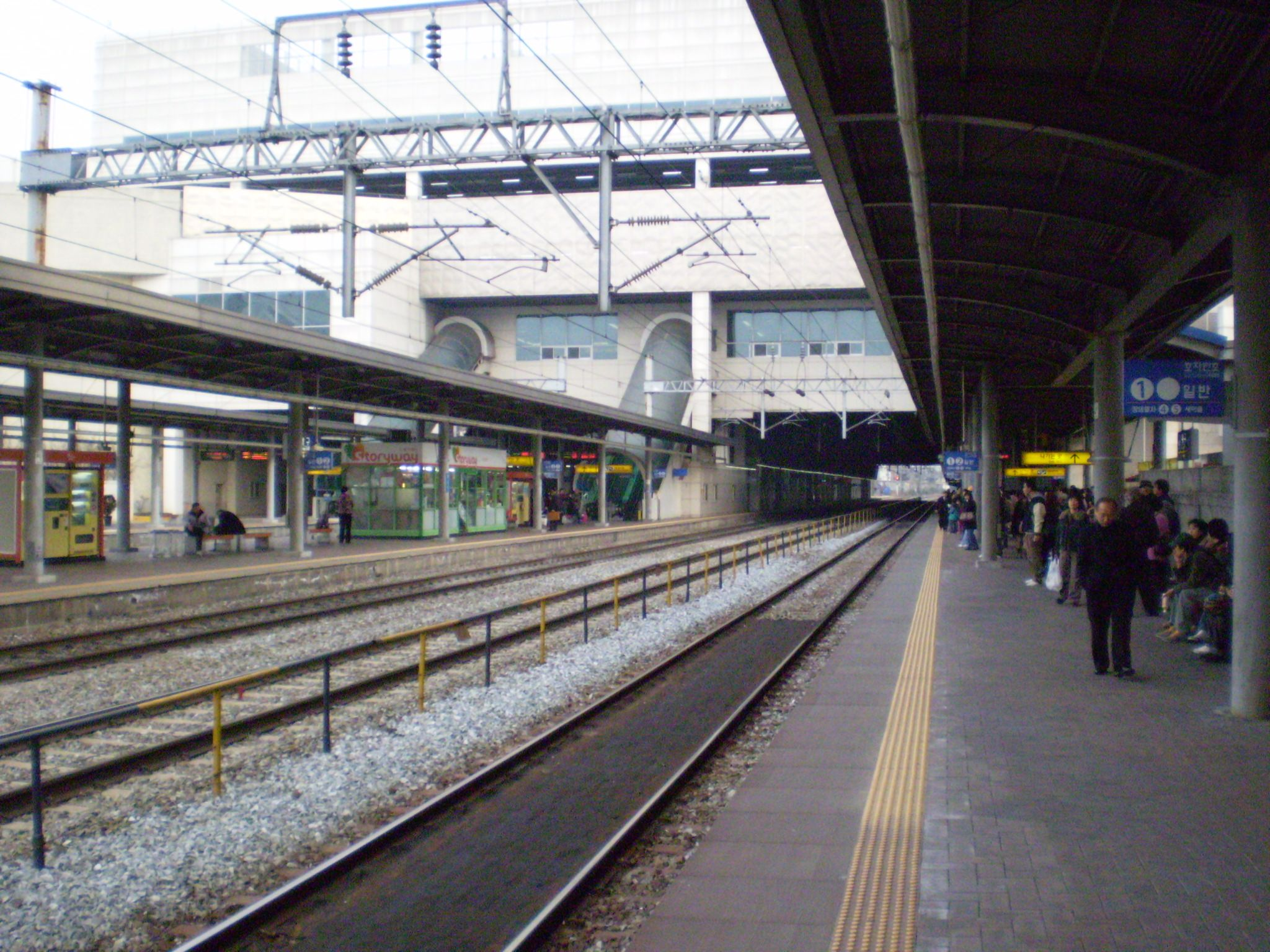
1번 타는 곳에서 바라본 역사(2007년)
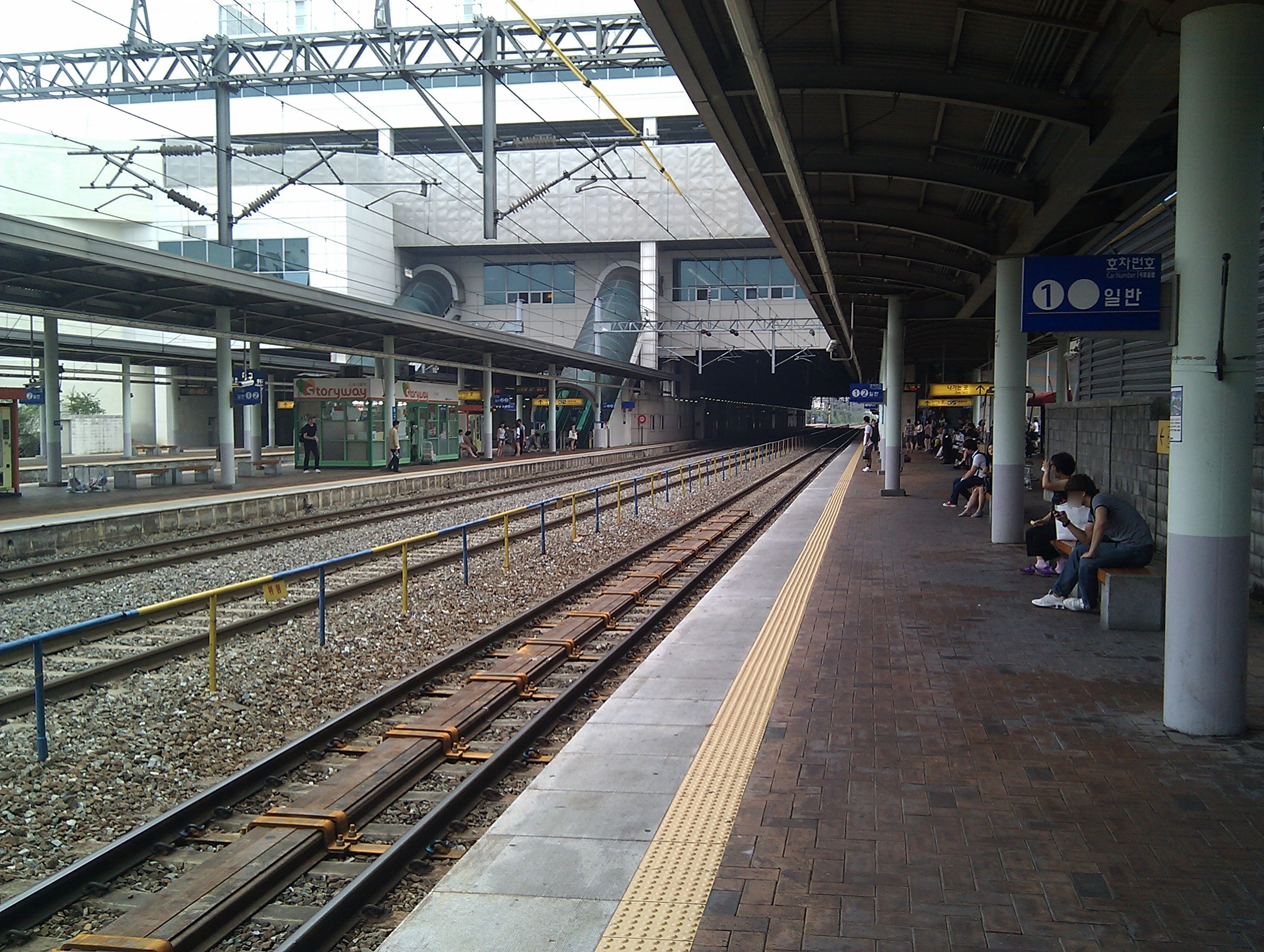
1번 타는 곳에서 바라본 역사(2011년)

## 승차량 변동

### 일반철도
| 2001년 | 하행 | 승차 | 2889   | 1105282 | 6741  | 1114912 |
| 2001년 | 하행 | 하차 | 12236  | 1710574 | 38212 | 1761022 |
| 2001년 | 상행 | 승차 | 6520   | 1847480 | 68449 | 1922449 |
| 2001년 | 상행 | 하차 | 6693   | 1207939 | 19193 | 1233825 |
| 2002년 | 하행 | 승차 | 2491   | 1027112 | 6264  | 1035867 |
| 2002년 | 하행 | 하차 | 10746  | 1584442 | 31627 | 1626815 |
| 2002년 | 상행 | 승차 | 7074   | 1706552 | 60976 | 1774602 |
| 2002년 | 상행 | 하차 | 9187   | 1114635 | 18201 | 1142023 |
| 2003년 | 하행 | 승차 | 2050   | 1108847 | 7538  | 1118435 |
| 2003년 | 하행 | 하차 | 11886  | 1676174 | 14741 | 1702801 |
| 2003년 | 상행 | 승차 | 6147   | 1772184 | 65850 | 1844181 |
| 2003년 | 상행 | 하차 | 9942   | 1148236 | 23476 | 1181654 |
| 2004년 | 하행 | 승차 | 129359 | 985241  | 19230 | 1133830 |
| 2004년 | 하행 | 하차 | 216011 | 1459713 | 3641  | 1679365 |
| 2004년 | 상행 | 승차 | 193404 | 1577275 | 18362 | 1789041 |
| 2004년 | 상행 | 하차 | 144481 | 972473  | 17710 | 1134664 |
| 2005년 | 하행 | 승차 | 168949 | 966577  | 28782 | 1164308 |
| 2005년 | 하행 | 하차 | 241559 | 1462461 | 시발  | 1704020 |
| 2005년 | 상행 | 승차 | 218331 | 1579963 | 종착  | 1798294 |
| 2005년 | 상행 | 하차 | 189355 | 953130  | 14870 | 1157355 |

### 대구 도시철도
| 노선  | 승차 인원 | 승차 인원 | 승차 인원 | 승차 인원 | 승차 인원 | 승차 인원 | 승차 인원 | 승차 인원 | 승차 인원 | 승차 인원 | 주석  |
| 노선  | 1997년    | 1998년    | 1999년    | 2000년    | 2001년    | 2002년    | 2003년    | 2004년    | 2005년    | 2006년    | 주석  |
| ----- | --------- | --------- | --------- | --------- | --------- | --------- | --------- | --------- | --------- | --------- | ----- |
| 1호선 | 미개통    | 2,543     | 3,949     | 미공개    | 3,085     | 3,252     | 2,265     | 6,974     | 7,672     | 10,851    | [ 3 ] |
| 노선  | 2007년    | 2008년    | 2009년    | 2010년    | 2011년    | 2012년    | 2013년    | 2014년    | 2015년    | 2016년    |       |
| 1호선 | 10,386    | 10,362    | 10,213    | 10,169    | 10,516    | 10,488    | 10,538    | 10,258    | 9,853     | 9,690     | [ 3 ] |
| 노선  | 2017년    | 2018년    | 2019년    | 2020년    | 2021년    |           |           |           |           |           |       |
| 1호선 | 9,617     | 9,468     | 9,596     |           |           |           |           |           |           |           |       |

## 인접한 역
| 경부선                   | 경부선                 | 경부선                 |
| ------------------------ | ---------------------- | ---------------------- |
| 왜관 서울 방면           | ITX-새마을 경부선      | 동대구 부산 방면       |
| 왜관 서울 방면           | ITX-새마을 동해선      | 동대구 신해운대 방면   |
| 왜관 서울 방면           | ITX-새마을 경전선      | 동대구 진주 방면       |
| 경부선                   |                        |                        |
| 구미 서울 방면           | ITX-마음 경부선        | 동대구 부산 방면       |
| 무궁화호                 |                        |                        |
| 신동 서울▪영주 방면      | 무궁화호 경부선▪충북선 | 동대구 부산 방면       |
| 대구 도시철도 1호선      |                        |                        |
| 131 중앙로 설화명곡 방면 | ● 대구 도시철도 1호선  | 133 칠성시장 하양 방면 |
| 대경선 (경부선)          |                        |                        |
| K114 서대구 구미 방면    | ● 대경선               | K116 동대구 경산 방면  |

## 사건
- 2013년 8월 31일 오전 7시 15분, 대구시민회관 뒤편에서 무궁화호 1204열차가 상행 KTX 4012임시열차[4]를 들이받고, 반대편 선로에서 서울역을 출발하여 동대구역으로 진입하던 또 다른 KTX 101열차가 추돌한 3중 충돌 사고가 발생하였다[5].

## 같이 보기
- 동성로
- 동대구역
- ● 대경선